# Branná
Branná, bis 1948 Kolštejn (deutsch Goldenstein) ist eine Gemeinde im Okres Šumperk in Tschechien.

## Geographie

### Geographische Lage
Die Stadt liegt in den Sudeten, etwa fünf Kilometer östlich von Staré Město (Mährisch Altstadt). Sie befindet sich zwischen dem Bielen- und Altvatergebirge im Goldensteiner Bergland rechtsseitig über dem Flüsschen Branná (Mittelbordbach). Östlich erheben sich der Trojak (Schlegel, 1044 m), Polom (1126 m), Černá stráň (Schwarzleithe, 1236 m) und Štolný hřbet (Stollekamm, 882 m). Nördlich des Ortes befinden sich Bunkerlinien des Tschechoslowakischen Walls.

### Gemeindegliederung
Für die Gemeinde Branná sind keine Ortsteile ausgewiesen. Zu Branná gehören die Ansiedlungen Dolce (Grund), Nová Branná (Höllenstein), Splav (Flöße), Přední Alojzov (Vorder Aloisdorf) und Zadní Alojzov (Hinter Aloisdorf) sowie die Wüstung Mosazov (Messinghammer).

### Nachbargemeinden
Nachbarorte sind Kronfelzov und Adamov im Norden, Ostružná und Splav im Nordosten, Zadní Alojzov, Přední Alojzov und Nová Branná im Osten, Františkov und Nové Losiny im Süden, Vikantice im Südosten, Šléglov im Osten sowie Hajmrlov und Malé Vrbno im Nordosten.

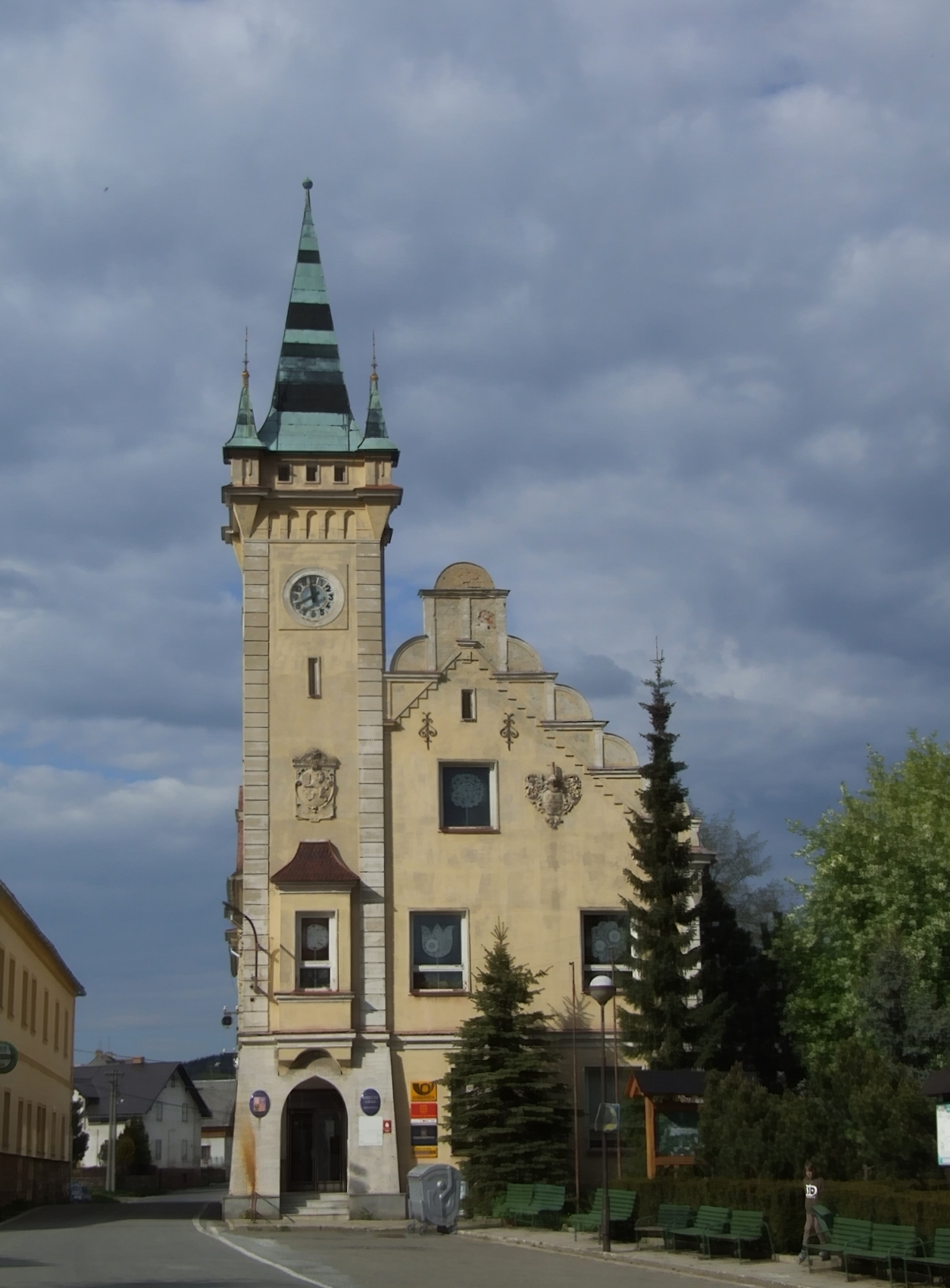
Rathaus

### Geologie
Bei Branna wurde der Goldensteiner Marmor gewonnen, der bereits zur Zeit der Donaumonarchie wegen seines bemerkenswert grau gebänderten Strukturbilds und feinstkörnigen Gefüges als wertvolles Dekorationsgestein geschätzt war.
In stratigraphischer Hinsicht ist dieser Marmor in die devonische Vrbenská-Gruppe (Brannáer Überfaltung) vom Moravo-Silesikum eingeordnet.

## Geschichte
Goldenstein wurde um 1282 gegründet. Der an einer alten Handelsstraße nach Schlesien gelegene Ort wurde im Jahre 1301 zusammen mit der Burg als Besitz des Ritters Hanß von Wustehube auf Friedeberg erstmals schriftlich erwähnt. 1325 erhob Markgraf Karl von Mähren Goldenstein zur freien Bergstadt. Im Tal der Branná bestanden zu dieser Zeit Eisenhämmer und auf der östlich über dem Tal befindlichen Goldkuppe wurde nach Gold und Silber gegraben. Beim Hussiteneinfall von 1423 wurde die letzte in Betrieb befindliche Silbergrube verwüstet. 1437 erwarben die Herren Zvolský von Zvole das Städtchen und benannten sich nach ihm als von Zwole und Goldenstein. 1570 erhielt Goldenstein Marktrechte. Ab 1575 gehörte Goldenstein den Herren von Zierotin und 1581 kaufte Hynko der Ältere von Würben und Freudenthal das Städtchen. Die Erben Hynko des Jüngeren von Würben verkauften Goldenstein 1615 an Johann von Peterswald. Dieser verlor nach der Schlacht am Weißen Berg seine Güter und 1622 erhielt Karl von Liechtenstein Goldenstein als Kronlehen. 1771 lebten in der Stadt 706 Menschen. Unter Alois von Liechtenstein wurde 1783 das Dorf Aloisdorf gegründet und nach dem Fürsten benannt.
Beim Stadtbrand von 1850 wurde neben dem Stadtarchiv auch die Kirche zerstört. Nach der Aufhebung der Patrimonialherrschaften bildete Goldenstein/Koldštýn ab 1850 mit den Ortsteilen Aloisdorf/Aloisov, Messinghammer/Mosazné Hamry und Grund/Grunt eine Stadtgemeinde im Bezirk Mährisch Schönberg. In der zweiten Hälfte des 19. Jahrhunderts erfolgte durch die Graphitwerke Buhl-Alberti AG in Mährisch Altstadt eine Wiederaufnahme des erloschenen Bergbaus. Zwischen Kronfelsthal und Schlögelsdorf wurde ein Graphitstolln angelegt. 1888 nahm die Eisenbahn von Hannsdorf nach Ziegenhals den Betrieb auf. 1921 entstand der tschechische Name Kolštejn und die Einwohnerzahl betrug 911, darunter waren 16 Tschechen. 1925 brannte das Schloss erneut aus. Im Jahre 1930 hatte Goldenstein 1331 Einwohner, davon gehörten 1239 der deutschen Volksgruppe an, die restlichen 72 waren Tschechen.
Durch das Münchner Abkommen wurde die Stadt 1938 dem Deutschen Reich zugesprochen und gehörte bis 1945 zum Landkreis Mährisch Schönberg, Regierungsbezirk Troppau, im Reichsgau Sudetenland. 1939 hatte die Stadt 1180 Einwohner. Nach dem Ende des Zweiten Weltkriegs wurden die Mehrheit der deutschen Bewohner aus Goldenstein vertrieben.
1946 erfolgte die Umbenennung der Gemeinde Kolštejn in Branná und die Einwohnerzahl sank auf 421. 1948 wurden die Stadtrechte nicht mehr erneuert.

### Einwohnerentwicklung
| Jahr | Einwohner | Anmerkungen        |
| ---- | --------- | ------------------ |
| 1900 | 1.375     | deutsche Einwohner |
| 1930 | 1.331     | [ 4 ]              |
| 1939 | 1.180     | [ 4 ]              |

## Kultur und Sehenswürdigkeiten

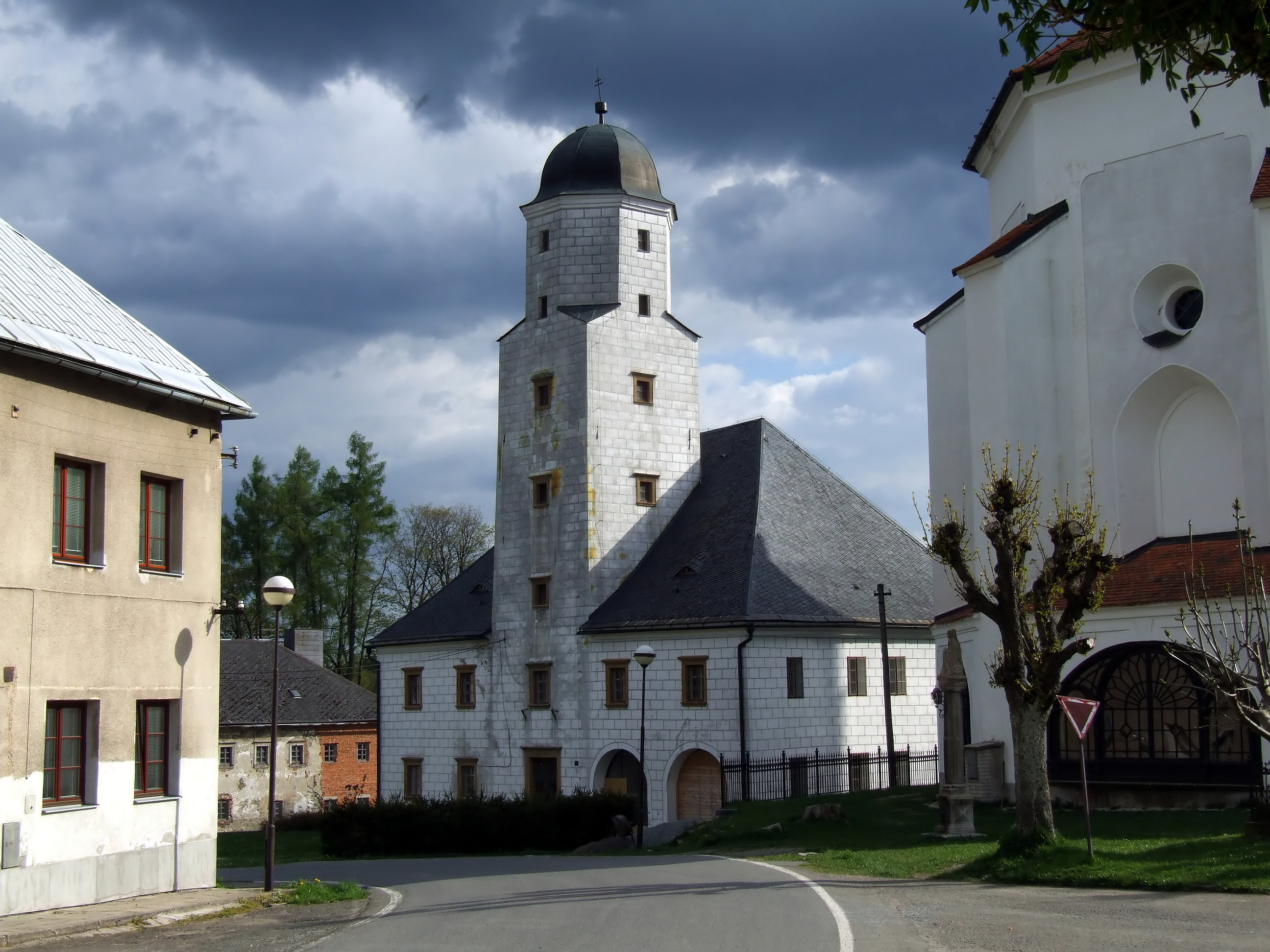
Vogtei

- Burgruine Kolštejn (Goldenstein), Reste einer gotischen Burg aus dem Jahre 1350
- Schlossruine Branná, das Renaissanceschloss wurde zwischen 1575 und 1613 für die Grafen von Würben anstelle einer Vorburg der Burg Goldenstein errichtet. 1770 brannte es aus. 1925 wurde das Schloss erneut durch einen Brand zerstört und bis 1926 gehörte es den Liechtensteinern.
- Kirche des Erzengels Michael, erbaut 1612–1614 als Kirche der Böhmischen Brüder und in den Jahren 1690 bis 1694 um einen Turmanbau erweitert.
- Friedhofskapelle
- Vogtei, Renaissancebau aus dem Jahre 1608
- Marktbrunnen
- Pfarrhaus
- Wassermühle
- Marterl an der Straße nach Vikantice
- Museum im Bunker „U Trati“, nördlich des Ortes bei Splav

## Söhne und Töchter der Gemeinde
- Traute Sense (1920–1997), deutsche Schauspielerin
- Franz Effenberger (1930–2024), deutscher Chemiker